# 苏珊娜·切比奇
苏珊娜·切比奇（羅馬化：Suzana Ćebić，1984年11月9日—），塞尔维亚女子排球运动员。她曾代表塞尔维亚参加2008年和2012年夏季奥林匹克运动会排球比赛，最好名次为2008年奥运会的第五名。